# ГЕС-ГАЕС Койна
ГЕС-ГАЕС Койна — гідроелектростанція в центральній частині Індії у штаті Махараштра. Становить бічну гілку у гідровузлі, який використовує ресурс із річки Койна, правої притоки Крішни (впадає до Бенгальської затоки на східному узбережжі країни).
На заході Махараштри діє гідровузол (ГЕС Койна І-ІІ, ГЕС Койна IV), схема якого побудована на перекиданні води з басейну Крішни під водороздільним хребтом Західних Гатів на їх протилежний бік, обернений до Аравійського моря. При цьому накопичення ресурсу здійснюється на східному боці гірської системи, для чого на Койні звели бетонну контрфорсну греблю висотою 103 та довжиною 808 метрів, яка потребувала 1,56 млн м3 матеріалу. Вона утримує водосховище, витягнуте більш ніж на п'ятдесят кілометрів по долині Койни, яка у верхів'ї тече з півночі на південь паралельно Західним Гатам. Сховище має площу поверхні 115 км2 (при максимальному операційному рівні, у випадку повені його площа може збільшуватись до 120 км2), об'єм 2,8 млрд м3, глибину до 82 метрів та припустиме коливання рівня поверхні в операційному режимі між позначками 610 та 658 НРМ.
На початку 1980-х на правобережжі Койни неподалік від греблі ввели в експлуатацію машинний зал, куди ресурс подається через два водоводи довжиною по 0,6 км та діаметром 2,4 метра. Розміщене тут основне обладнання складається з двох турбін типу Френсіс потужністю по 20 МВт, які при напорі від 32 до 73 метрів забезпечують виробництво 109 млн кВт-год електроенергії на рік. Нова станція отримала назву ГЕС Койна (без додавання будь-яких цифр), при цьому вона стала єдиною у згаданому вище гідровузлі, яка не задіяна у дериваційній схемі, а використовує ресурс, що спрямовується у «рідний» басейн Крішни.
На початку 21 століття при цій же греблі вирішили створити другий машинний зал, який матиме змогу працювати в режимі гідроакумуляції. Його спорудять у підземному виконанні на лівобережжі Койни та з'єднають зі сховищем підвідним тунелем довжиною 0,45 км та діаметром 7,6 метра, тоді як до нижнього б'єфу прямуватиме тунель довжиною 0,29 км та діаметром 6,5 метра. Зал обладнають двома гідроагрегатами з оборотними турбінами типу Деріяз, які замовили у словенської компанії Litostroj, та мотор-генераторами, котрі має виготовити хорватська Koncar. Вони працюватимуть при напорі від 28 до 77 метрів у генераторному та від 34 до 83 метрів у насосному режимах, при цьому потужність коливатиметься від 10 до 52 МВт та від 40 до 52 МВт відповідно.
Будівельні роботи почались ще у 2008 році та станом на 2015-й вдалось здійснити вибірку породи для підземного машинного залу в обсязі 23 із 55 тис. м³, розпочати спорудження підвідного тунелю (біля 10 % від потрібного обсягу) та спорудження водозабірної споруди у водосховищі Койна. Втім, у липні 2015-го первісно запланований бюджет повністю вичерпався, що призвело до заморожування робіт. Введення ГАЕС в експлуатацію очікується через чотири роки після відновлення фінансування.